# Strachimir Dimitrov
Pour les articles homonymes, voir Dimitrov.
 (octobre 2021).
Strashimir Dimitrov (bulgare : Страшимир Атанасов Димитров) également translittéré en Strašimir Atanasov Dimitrov est un historien bulgare et le premier directeur du Musée national d'histoire (Bulgarie).
Spécialiste des études ottomanes, il est l'auteur de nombreuses études et publications en diverses langues au XXe siècle.